# Wstępna lista grzybów mikroskopijnych Polski
Wstępna lista grzybów mikroskopijnych Polski (A preliminary checklist of micromycetes in Poland) – pierwsze zestawienie grzybów mikroskopijnych występujących w Polsce.
Lista opublikowana została w 2008 roku i liczy 752 strony. Obejmuje grzyby mikroskopijne znajdujące się we wszystkich wówczas wyróżnianych typach grzybów, a także organizmy grzybopodobne, które w aktualnych klasyfikacjach nie są już zaliczane do grzybów. Jak zastrzegają jej autorzy lista ta nie jest kompletna, stąd tytuł Wstępna lista … Przyczyn niekompletności listy jest wiele. Chociaż terminy grzyby wielkoowocnikowe i grzyby mikroskopijne są w mykologii dobrze ugruntowane, to w wielu przypadkach precyzyjne rozstrzygnięcie, które grzyby do nich należą nie jest możliwe i jest sprawą umowną. Autorzy nie mieli też możliwości, by dotrzeć do wszystkich pozycji w literaturze mykologicznej odnoszących się do występowania grzybów mikroskopijnych w Polsce – pozycji tych jest bowiem kilka tysięcy. Ponadto w taksonomii grzybów mikroskopijnych następują duże zmiany i wiele z dawnych gatunków zmieniło już swoją nazwę naukową, lub zostało uznane za synonimy innych gatunków. Zestawienie obejmuje także grzyby niedoskonałe, z których wiele w aktualnej klasyfikacji według Index Fungorum to już nie są odrębne gatunki, lecz anamorfy innych gatunków. Autorzy zdają sobie sprawę z niedostatków tego opracowania, ale liczą, że mimo tych braków pozycja ta będzie przydatna, i stanie się podstawą do nowego, ulepszonego opracowania.
Opracowanie jest w języku angielskim, jedynie wstęp jest także w języku polskim.

## Spis treści
- Contributiors
- Introduction
- Wstęp
- List of Species:
  - Hyphochytriomycota
  - Oomycota
  - Chytridiomycota
  - Glomereomycota
  - Zygomycota
  - Ascomycota
  - Basidiomycota
  - Anamorphic fungi
  - Plasmodiophoromycota
- Addendum
- References
- Index of Fungi[2].

## List of Species
Lista gatunków jest główną częścią opracowania. Podzielono ją na sekcje będące typami (klasami) grzybów. W każdej sekcji gatunki ułożono alfabetycznie według ich nazwy naukowej (łacińskiej). Przy gatunkach podano substrat na którym występują (substratum) i źródła informacji (references), a czasami także uwagi (notes).